# Ilmi Kasemi
Ilmi Kasemi es un escultor albanés. Es el autor del monumento a Gjergj Fishta instalado en 2009 en una plaza de Lezhë, y del monumento nacional al político Sali Nivica.

## Datos biográficos
Estudió en la Escuela de Arte Jordan Misja de Tirana. Profesor de Arte y escultor. Durante casi diez años residió en Italia.

## Obras
Entre las obras de Ilmi Kasemi se incluyen las siguientes:
- "Polifonia" y "Afrodita" , en el parque de esculturas en Franciacorta, en Erbusco, en la provincia de Brescia, Lombardía.[2]

Tras su regreso a Albania realizó el monumento a Gjergj Fishta instalado en 2009 en una plaza de Lezhë, muy cerca de la tumba de Skanderberg; y del monumento nacional al político Sali Nivica de 2011 en Tepelenë.